# Mouvement Ettajdid
Le mouvement Ettajdid (arabe : حركة التجديد) est un parti politique tunisien de centre gauche. Ettajdid signifie « renouveau » en arabe.
Le parti compte deux représentants à la Chambre des députés. Il a participé à toutes les élections législatives à partir de 1994 ; il a aussi présenté Mohamed Ali Halouani à l'élection présidentielle de 2004, où il remporte 0,95 % des suffrages, et Ahmed Brahim à celle de 2009, où il remporte 1,57 % des voix.
Le parti publie à partir de 1981 son propre hebdomadaire en version arabe (Attariq Al Jadid).

## Histoire

### Parti communiste tunisien
Le Parti communiste tunisien (PCT) est fondé en 1934, à l'époque du protectorat français. Pendant la Seconde Guerre mondiale, le PCT lutte clandestinement contre l'occupation de la Tunisie par les troupes de l'Axe (novembre 1942-mai 1943). Mohamed Ennafaa en devient le premier secrétaire de 1946 à 1981.
Interdit en 1963, certains de ses membres sont persécutés par les autorités : quatorze militants du PCT sont ainsi condamnés en septembre 1968 lors du grand procès du mouvement Perspectives à des peines de prison.
Le PCT est à nouveau autorisé à partir du 18 juillet 1981.

### Abandon du communisme
Lors de son congrès des 22 et 23 avril 1993, le PCT annonce vouloir se transformer en « mouvement Ettajdid » en abandonnant le communisme et en s'engageant à suivre une ligne de centre gauche. Il désire ainsi s'ouvrir aux sensibilités démocratiques et progressistes tout en évitant l'opposition frontale face au pouvoir. Le 14 septembre 1993, le mouvement Ettajdid est légalisé.
Lors des élections législatives de 1994, le parti obtient quatre sièges à la Chambre des députés, puis cinq en 1999 et trois en 2004.

### Refondation

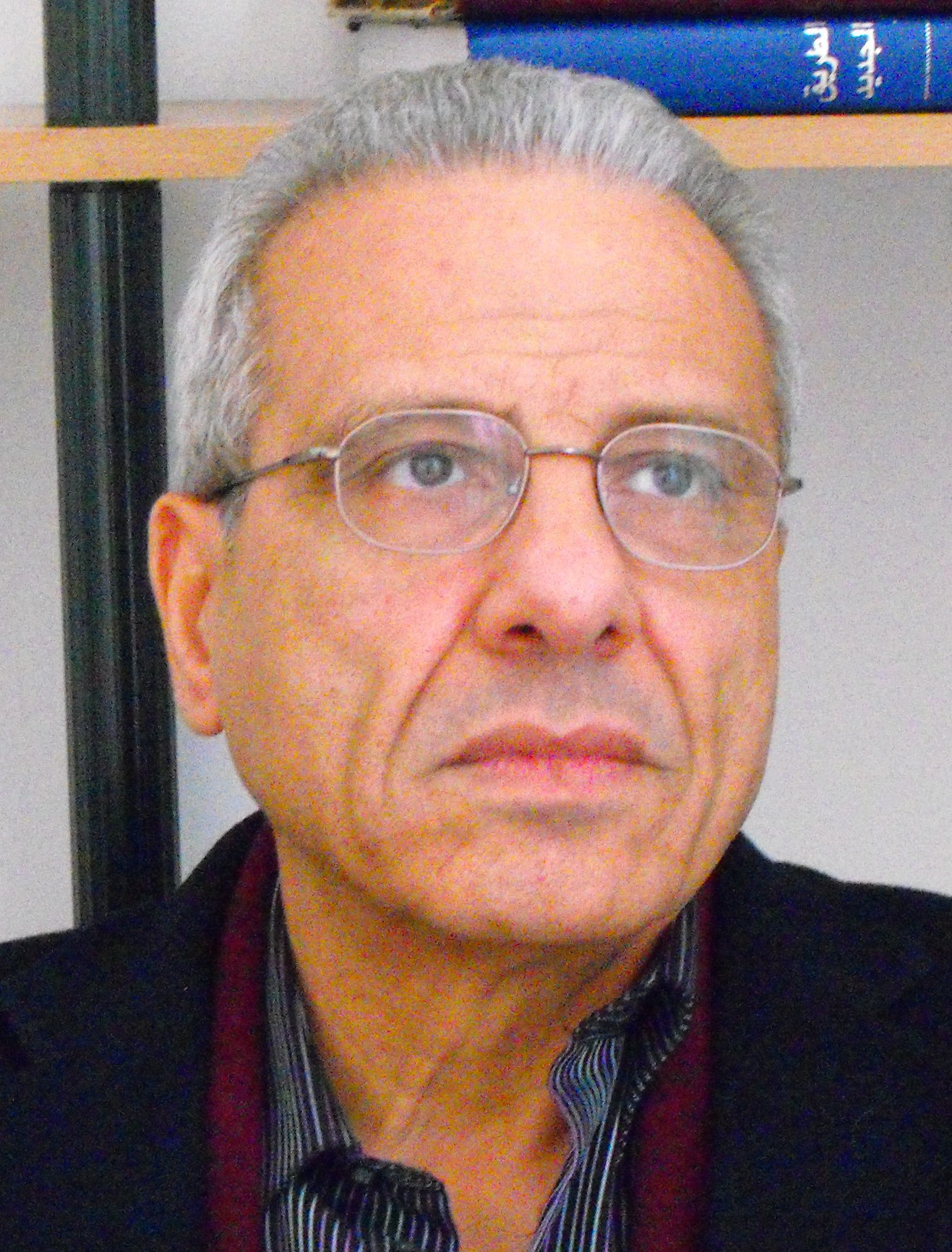
Mahmoud Ben Romdhane, ancien secrétaire général adjoint

Le 30 juillet 2007 s'ouvre son second congrès national. À cette occasion, des personnalités indépendantes, dont l'économiste Mahmoud Ben Romdhane et l'universitaire féministe Sana Ben Achour, sont cooptées pour former une « coalition démocratique » laïque. Pour des raisons inexpliquées, certains participants se seraient toutefois retirés selon la presse tunisienne. À ce titre, un conseil central de quarante membres est formé et réunit, selon une formule d'équilibre, vingt membres issus du mouvement Ettajdid sous sa composition classique et vingt personnalités indépendantes. Un bureau politique composé de douze membres élus est par ailleurs constitué.
Ce projet vise notamment, selon ses initiateurs, à offrir une « alternative d'opposition crédible » à l'hégémonie du parti au pouvoir tout en exprimant son attachement aux acquis du pays (notamment le statut des femmes à travers le Code du statut personnel). Dans des motions approuvées par le congrès, le parti souligne la nécessité de doter la Tunisie d'une « nouvelle Constitution pour garantir l'alternance et la séparation des pouvoirs » et prône en outre des réformes pour attirer l'investissement en Tunisie et une « parité totale » entre les sexes.

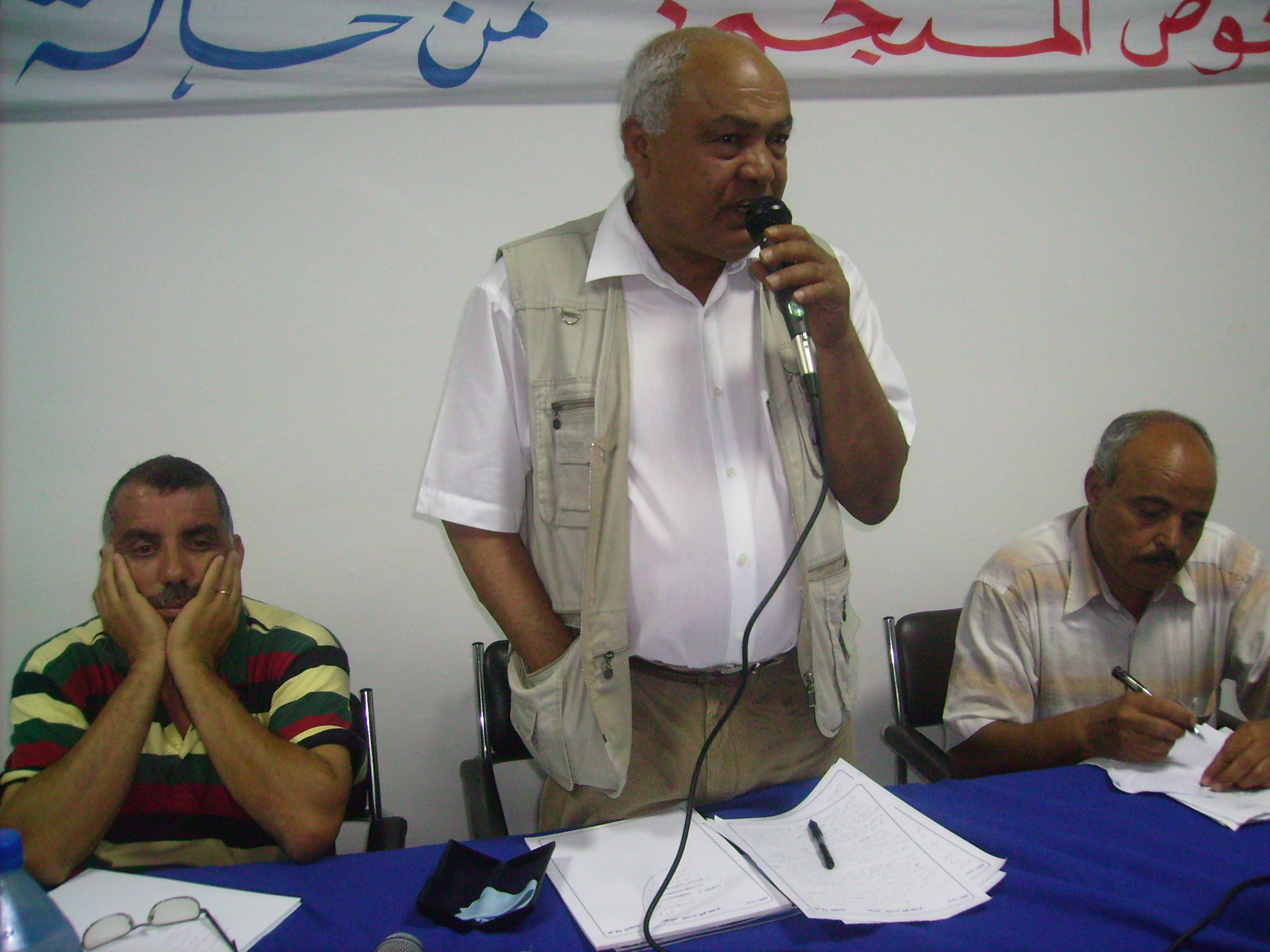
Ahmed Brahim prenant la parole durant un meeting

À l'occasion du congrès de 2007, le premier secrétaire du mouvement, Mohamed Harmel, annonce son retrait. Il occupe toutefois la fonction de président à titre honorifique jusqu'à sa mort en 2011. La fonction de premier secrétaire est accordée par consensus à une nouvelle figure, le linguiste Ahmed Brahim, qui est partisan d'une nouvelle ligne politique à donner au mouvement. Hatem Chaabouni, Mahmoud Ben Romdhane, Jounaidi Abdeljaoued et Samir Taïeb occupent les fonctions de secrétaires généraux adjoints.
Lors des élections législatives de 2009, le parti obtient deux sièges à la Chambre des députés, en faisant le plus petit parti de l'assemblée.

### Après la révolution
Après la révolution de 2011, Ahmed Brahim est ministre de l'Enseignement supérieur et de la Recherche scientifique au sein du gouvernement Ghannouchi du 17 janvier au 1er mars 2011.
En vue de l'élection de l'assemblée constituante, le parti forme une coalition, le Pôle démocratique moderniste, dont il constitue le principal acteur. Le 1er avril 2012, il fusionne au sein de la Voie démocratique et sociale.

## Résultats électoraux

### Élection présidentielle
| Année | Candidat             | Voix   | %      | Résultat |
| ----- | -------------------- | ------ | ------ | -------- |
| 2004  | Mohamed Ali Halouani | 42 213 | 0,95 % | 3e       |
| 2009  | Ahmed Brahim         | 74 257 | 1,57 % | 4e       |

### Élections législatives
| Année | Voix   | %      | Rang | Sièges  | Gouvernements                                |
| ----- | ------ | ------ | ---- | ------- | -------------------------------------------- |
| 1994  | 11 299 | 0,40 % | 3e   | 4 / 163 | Opposition                                   |
| 1999  |        | 2,75 % | 5e   | 5 / 182 | Opposition                                   |
| 2004  | 43 268 | 1,00 % | 5e   | 3 / 214 | Opposition                                   |
| 2009  |        | 0,50 % | 7e   | 2 / 214 | Opposition (2009-2011), Ghannouchi II (2011) |